# Smal dyklöpare
Smal dyklöpare (Oodes gracilis) är en skalbaggsart som beskrevs av Martín Villa Carenzo 1833. Smal dyklöpare ingår i släktet Oodes, och familjen jordlöpare. Arten är reproducerande i Sverige.